# Ha-cz‘u
Ha-cz‘u – rzeka w zachodnim Bhutanie.
Wypływa z himalajskich lodowców na południe od szczytu Czomo Lhari, na wysokości 2437 m n.p.m. Stanowi prawy dopływ Wang-cz‘u. Rzeka ma 29 km długości.